# Municipio de Morgan (Pensilvania)
El municipio de Morgan (en inglés: Morgan Township) es un municipio ubicado en el condado de Greene en el estado estadounidense de Pensilvania. En el año 2000 tenía una población de 2.600 habitantes y una densidad poblacional de 41 personas por km².

## Geografía
El municipio de Morgan se encuentra ubicado en las coordenadas 40°00′03″N 80°03′59″O / 40.00083, -80.06639.

## Demografía
Según la Oficina del Censo en 2000 los ingresos medios por hogar en la localidad eran de $33,629 y los ingresos medios por familia eran de $38,009. Los hombres tenían unos ingresos medios de $34,659 frente a los $22,301 para las mujeres. La renta per cápita de la localidad era de $15,588. Alrededor del 13,3% de la población estaba por debajo del umbral de pobreza.